# Witje (theaterterminologie)
Een witje is een korte pauze die wordt toegepast bij het inspreken van voiceoverteksten. Het wordt door professionele sprekers of acteurs gebruikt om een woord of zin meer te benadrukken. Witjes worden in een tekst aangegeven door middel van een slash, /. Door witjes toe te passen hoeven er minder klemtonen gebruikt te worden. Veel klemtonen toepassen in een tekst werkt namelijk afleidend, klinkt onrustig en is vermoeiend om naar te luisteren. Bovendien kan de informatie door het gebruik van witjes beter worden onthouden. Men kan het witje zien als een 1/16e rust zoals die in een muziekstuk te vinden is.
Een voorbeeld van een zin met veel klemtonen: Voor MEER INFORMATIE verwijzen wij u tijdens KANTOORUREN naar onze WEBSITE www punt WIKIPEDIA punt org.
Indien er witjes worden toegepast: Voor / meer informatie verwijzen wij u tijdens / kantooruren naar onze / website www punt / wikipedia punt org.